# Bușteni
Bușteni este un oraș în județul Prahova, Muntenia, România, format din localitățile componente Bușteni (reședința) și Poiana Țapului. Este localizat pe Valea Prahovei, la poalele Munților Bucegi, care au altitudinea maximă de 2.505 m. Situat la 135 km de București, se întinde pe circa 7 km de-a lungul văii Prahovei, între „Vadul Cerbului” și tunelul săpat în pintenul muntelui „Muchia Lungă”. Vechi centru al turismului și alpinismului românesc, orașul Bușteni este cunoscut ca ”Poartă a Bucegilor”.
Altitudinea medie a orașului Bușteni este de 850 m. Este una din cele mai populare stațiuni de munte, oferind panorame spectaculoase, o mulțime de oportunități și activități de vacanță, de la schi la excursii montane. Are o populație de 8.894 locuitori.

## Așezare
Orașul se află în extremitatea nord-vestică a județului, la limita cu județele Brașov și Dâmbovița, în Munții Bucegi, pe malurile râului Prahova, unde acesta primește apele afluenților Valea Cerbului, Valea Albă și Urlătoarea. Este străbătut de șoseaua națională DN1, care leagă Ploieștiul de Brașov. Prin oraș trece și calea ferată Ploiești-Brașov, pe care este deservit de stațiile Bușteni și Poiana Țapului.

## Demografie
Componența etnică a orașului Bușteni
     Români (86,02%)
     Alte etnii (0,6%)
     Necunoscută (13,38%)
Componența confesională a orașului Bușteni
     Ortodocși (82,91%)
     Alte religii (2,51%)
     Necunoscută (14,58%)
Conform recensământului efectuat în 2021, populația orașului Bușteni se ridică la 8.368 de locuitori, în scădere față de recensământul anterior din 2011, când fuseseră înregistrați 8.894 de locuitori. Majoritatea locuitorilor sunt români (86,02%), iar pentru 13,38% nu se cunoaște apartenența etnică. Din punct de vedere confesional, majoritatea locuitorilor sunt ortodocși (82,91%), iar pentru 14,58% nu se cunoaște apartenența confesională.
|  | Graficele sunt indisponibile din cauza unor probleme tehnice. Mai multe informații se găsesc la Phabricator și la wiki-ul MediaWiki. |

Date: Recensăminte sau birourile de statistică - grafică realizată de Wikipedia

## Politică și administrație
Orașul Bușteni este administrat de un primar și un consiliu local compus din 15 consilieri. Primarul, Emanoil Savin, de la Partidul Social Democrat, este în funcție din 1 noiembrie 2024. Începând cu alegerile locale din 2024, consiliul local are următoarea componență pe partide politice:
|  | Partid                    | Consilieri | Componența Consiliului | Componența Consiliului | Componența Consiliului | Componența Consiliului | Componența Consiliului | Componența Consiliului |
|  | ------------------------- | ---------- | ---------------------- | ---------------------- | ---------------------- | ---------------------- | ---------------------- | ---------------------- |
|  | Partidul Social Democrat  | 6          |                        |                        |                        |                        |                        |                        |
|  | Partidul Național Liberal | 4          |                        |                        |                        |                        |                        |                        |
|  | Uniunea Salvați România   | 3          |                        |                        |                        |                        |                        |                        |
|  | Partidul S.O.S. România   | 2          |                        |                        |                        |                        |                        |                        |

## Istorie
Practic, nu există un document care să ateste cu siguranță începuturile localității. Sursele vremii amintesc doar că pe la sfârșitul veacului al XVII-lea „nici vorbă nu era de vreun sat”. Cel mai important an este 1782, când domnitorul Mihai Șuțu înființează, cu 24 de familii de scutelnici ai Mănăstirii Sinaia, primul cătun - Izvorul, care va fi la originea apariției viitoarelor așezări de mai târziu: Bușteni, Poiana Țapului și Azuga.
Valea Prahovei a avut mult de suferit în timpul ocupațiilor austriece din 1783 și 1854 și în timpul Primului Război Mondial.
Înainte de 1782, singura locuință, „Slonul de piatră”, era cel mai mare han din zonă, situat pe locul Zamorei de azi, unde se opreau negustorii pentru a se ospăta, odihni și adăpa caii. A fost ars de austrieci în februarie 1788.
În anul 1788 localitatea este pentru prima dată atestată documentar. În 1790 se spune că locul unde Valea Cerbului se varsă în râul Prahova se numea „La Bușteni”, terenul nefiind locuit, dar presărat cu gropi.
Primele case se construiesc în 1793 de către Vasile Drăguș, Niță Enache pe Valea Albă. Abia în 1846 începe construcția șoselei dintre Câmpina și Predeal, iar după 30 de ani se instalează și calea ferată care fac din locul strâmt un centru vital al transportului.
La sfârșitul secolului al XIX-lea, Bușteni era un cătun al comunei Predeal din plaiul Prahova al județului Prahova. Bușteni ocupa atunci malul drept al Prahovei și partea inferioară a văilor Jepi, Paltinul și Valea Albă. Casa regală a construit în sat biserică (1889) și, în 1887, un local pentru școala care funcționa din 1865 și în care în 1892 învățau 90 de elevi (din care 30 de fete). În 1882, s-a deschis o fabrică de hârtie care producea hârtie de mucava, apoi și hârtie de paie, de împachetat și pentru tipar. Existau deja câteva hoteluri și se puteau închiria vile de către turiști.
Tot în acea vreme apare fenomenul ce va spori faima stațiunii – schiul – datorită căruia a fost posibilă apariția construcțiilor de o frumusețe aparte care se mai păstrează și astăzi, dovada fiind numărul mare de turiștil care vin să se odihnească aici în ambianța plină de farmec a vilelor, atunci când vor să scape de „zăpușală și praful orașelor”. Prin anii 1907-1908, tinerii ce veneau în vacanță din străinătate aduc cu ei moda schiului, a „alunecatului pe patine de lemn, bob și sanie” la Sinaia și la Bușteni pe Valea Albă și Coștila.

## Monumente istorice

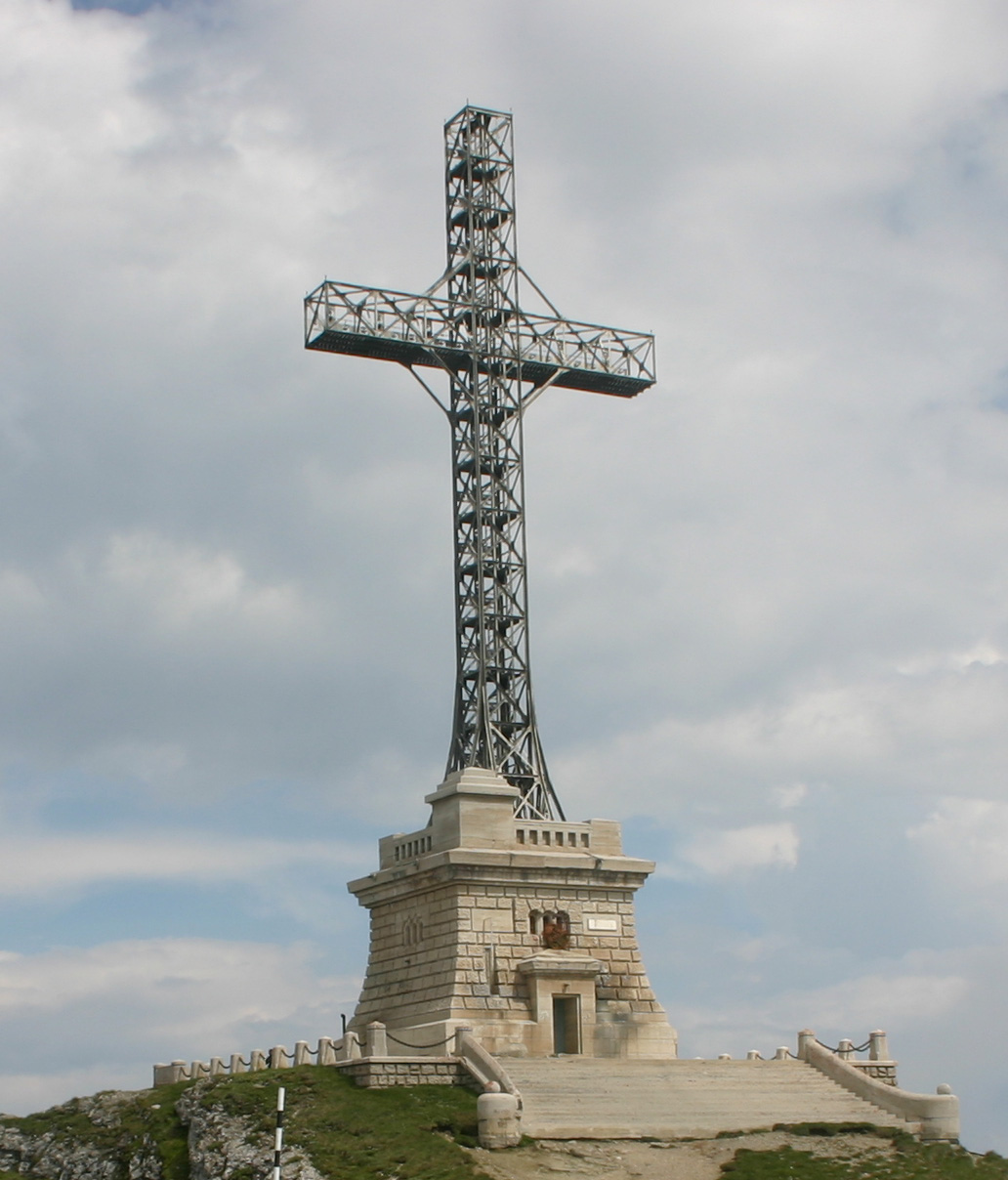
Crucea eroilor români din Primul Război Mondial

În orașul Bușteni se află Crucea comemorativă a eroilor români din Primul Război Mondial (1926–1928), aflată pe vârful Caraiman, monument istoric memorial sau funerar de interes național. În fața gării se află statuia caporalului Constantin Mușat „Ultima grenadă” (1928), monument de for public de interes național. Tot de interes național sunt și Casa-muzeu „Cezar Petrescu” (1914–1918) și castelul Cantacuzino (1910), ansamblu alcătuit din castelul propriu-zis și parc.
În rest, alte opt obiective din oraș sunt incluse în lista monumentelor istorice din județul Prahova ca monumente de interes local. Șapte dintre ele sunt monumente de arhitectură: casa de cultură (1887, reconstruită în 1986; fostă școală și bibliotecă orășenească); casa Alexandru Popescu; Căminul Preoțesc; vila „Leonida” (începutul secolului al XX-lea); vila Borneanu (1910, astăzi grădiniță); vila Aura Buzescu (1920); și fabrica de hârtie (1880), ansamblu alcătuit din halele de producție (unele din 1880, astăzi ateliere mecanice, altele din 1920–1940, astăzi săli de sport), casele de serviciu din incinta fabricii (1920), anexele gospodărești (1900), blocurile muncitorești (1880) și colonia muncitorească (1900). Al optulea obiectiv, clasificat ca monument memorial sau funerar, este casa esteticianului și filosofului Tudor Vianu (secolul al XIX-lea) aflată în localitatea Poiana Țapului.

## Obiective turistice

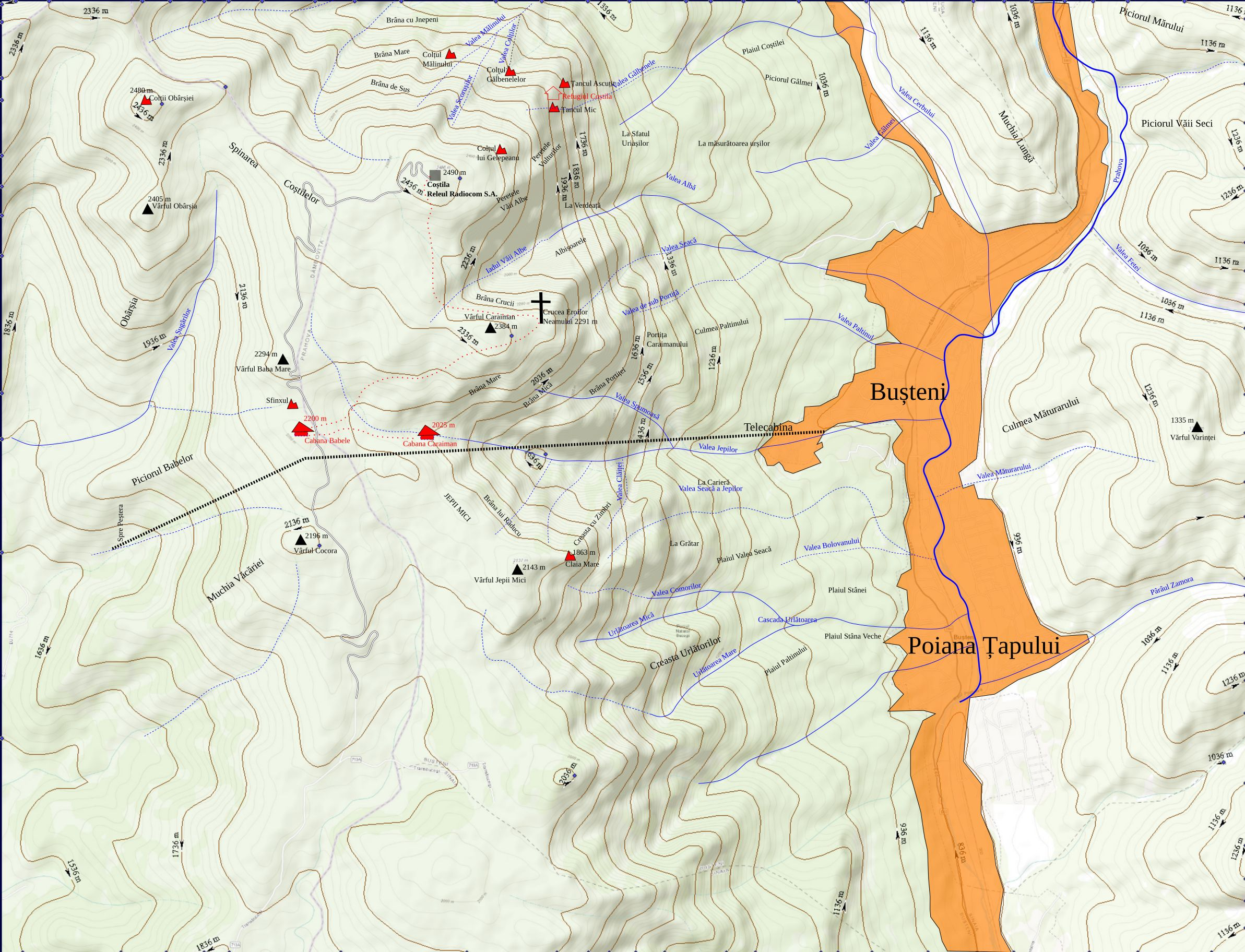
Harta topografică a zonei Muntelui Caraiman - Bușteni cu obiective si toponime. Curbele de nivel sunt conturate la fiecare 100 metri.

Monumentele naturale Cascada Urlătoarea, Babele, Sfinxul din Bucegi, Grupul Bătrânilor se află în preajma orașului. Tot în zonă se află rezervațiile naturale Parcul Național Bucegi, Poiana Crucii, Babele, cu acces direct prin Telecabina Bușteni-Babele.
Pentru turiștii care nu caută neapărat drumețiile montane, există obiective turistice în zona stațiunii:
- Casa scriitorului Cezar Petrescu - construită în 1918 (arhitectură tradițională); în prezent aici este amenajat Muzeul Memorial Cezar Petrescu.
- Castelul Cantacuzino (Bușteni) - construit în anul 1910 de către Gheorghe Cantacuzino.
- Biserica Domnească - construită în anul 1889, ctitorie a regelui Carol I și a reginei Elisabeta, se remarcă prin arhitectura deosebită, dotările interioare (icoanele din interior sunt originale fiind pictate Gheorghe Tattarescu) și vechimea sa.
- Mănăstirea Caraiman - o mănăstire de călugări ce poartă hramul „Înălțarea Sfintei Cruci” și care este amplasată într-un cadru mirific chiar la poalele muntelui Caraiman.
- Monumentul „Ultima Grenadă” - a fost ridicat în anul 1928 și este dedicat eroului caporal Constantin Mușat.

## Primari
- Ec. Laurentiu Mircea Corbu

## Personalități
- Eugenia Moldoveanu - soprană
- Hermann Fabini - arhitect

## Galerie de imagini

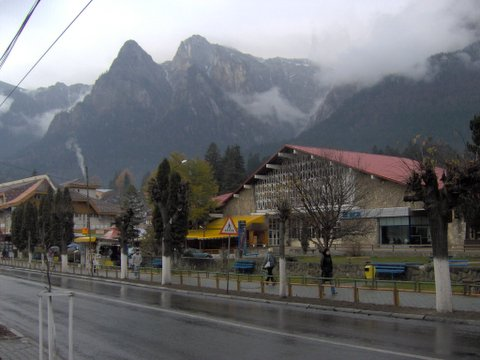
Bușteni
Vedere dinspre Bușteni a masivului Caraiman
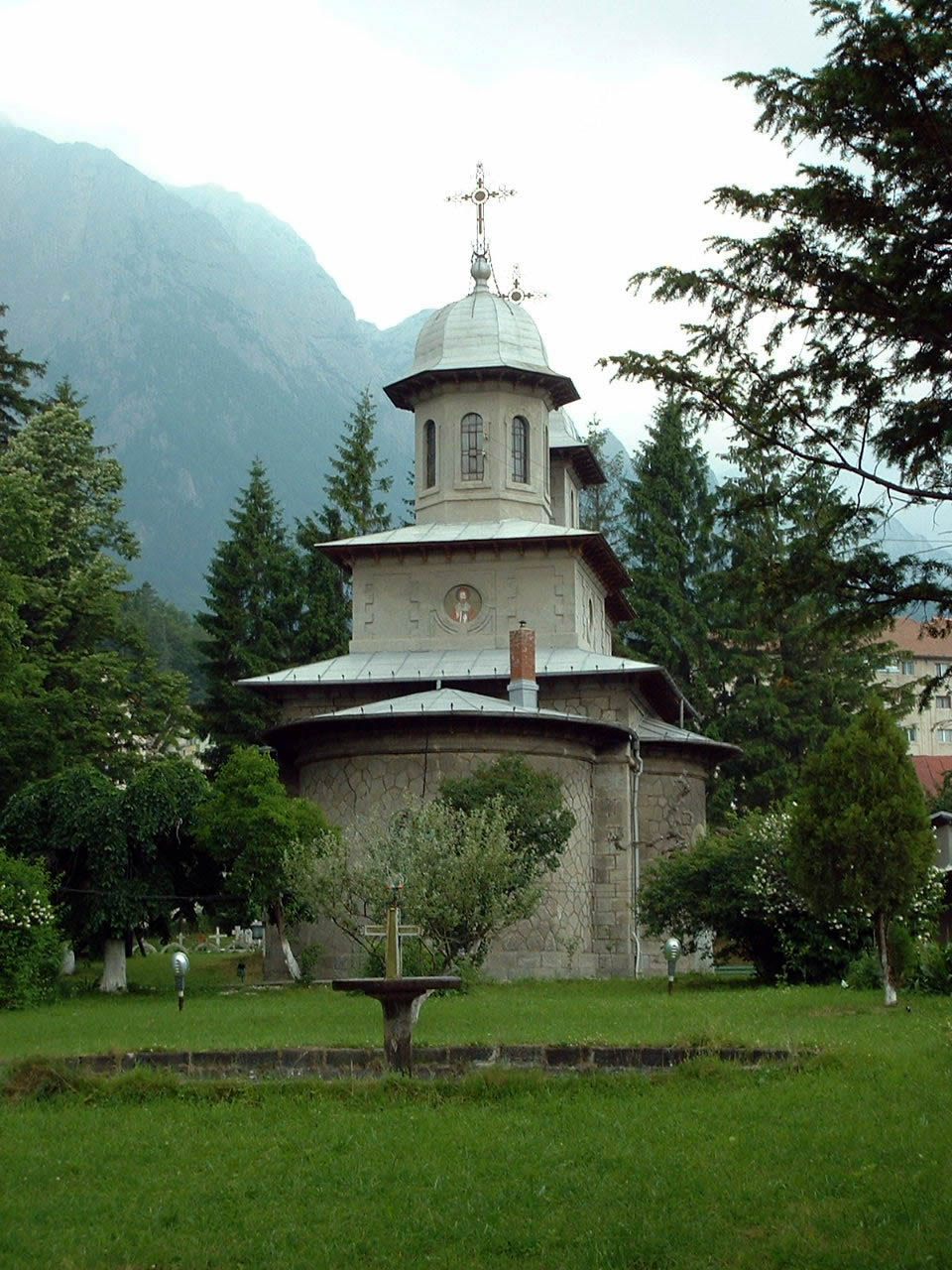
Biserica Domnească
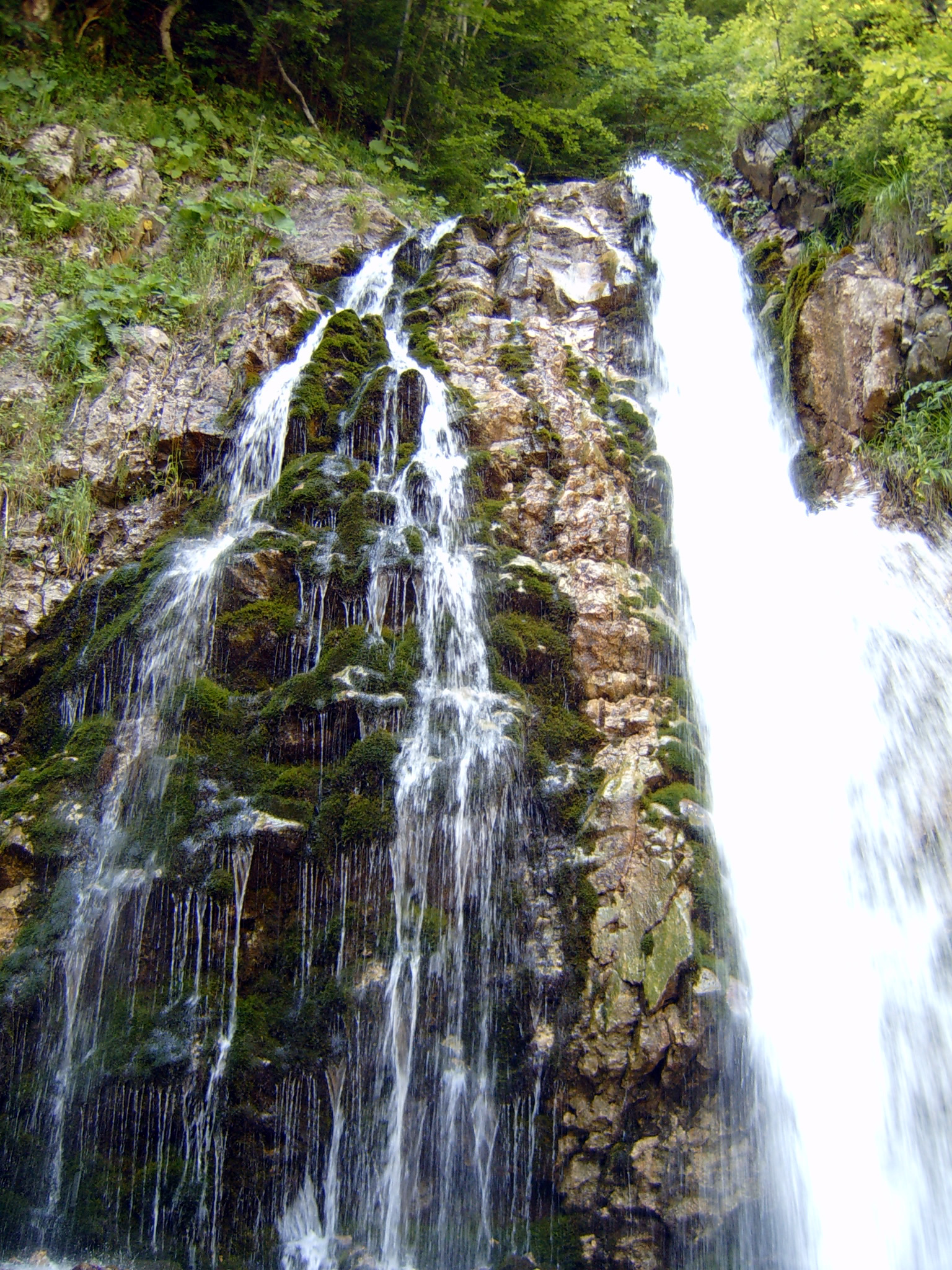
Cascada Urlătoarea
Imagine către oraș dinspre Jepii Mari
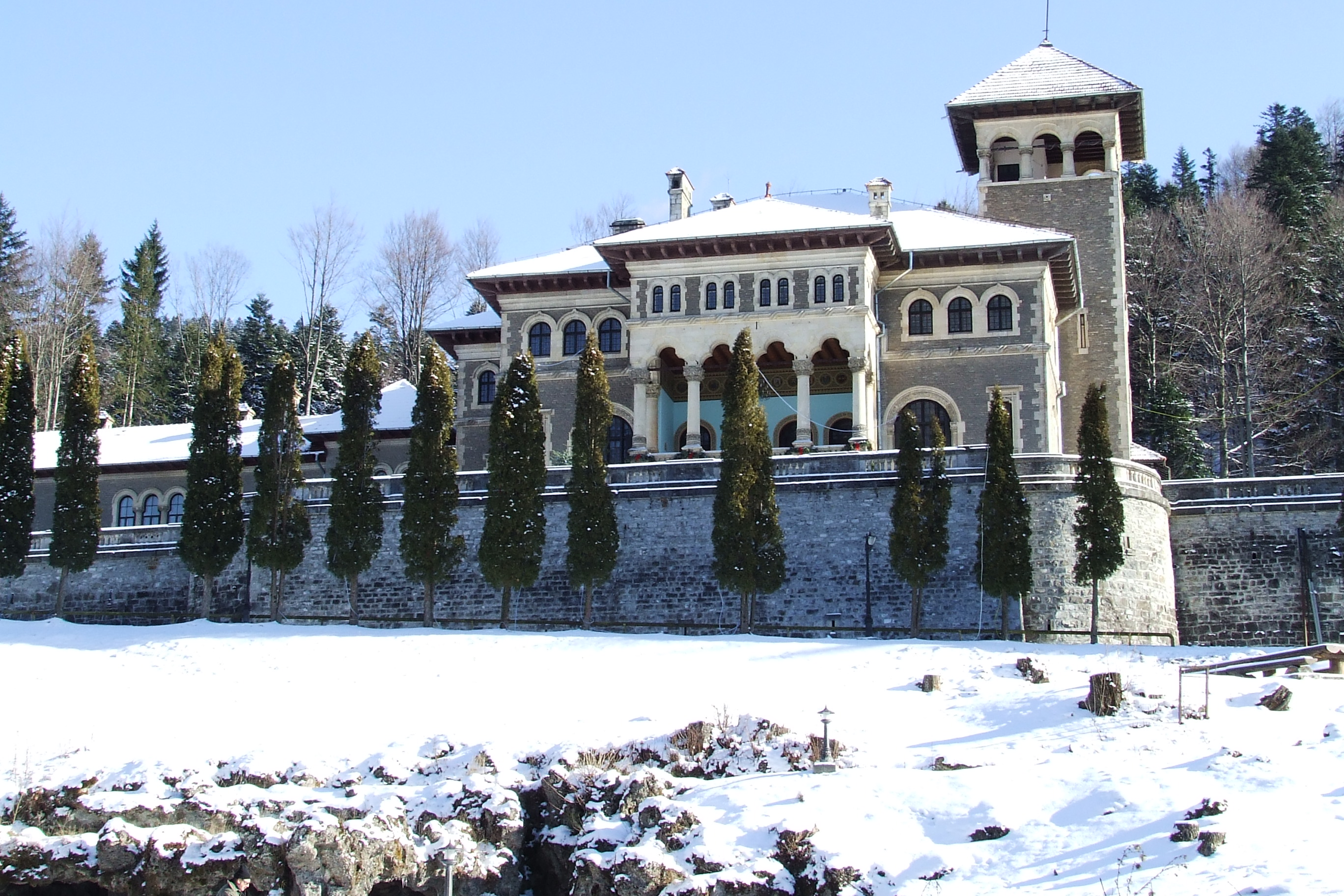
Castelul Cantacuzino
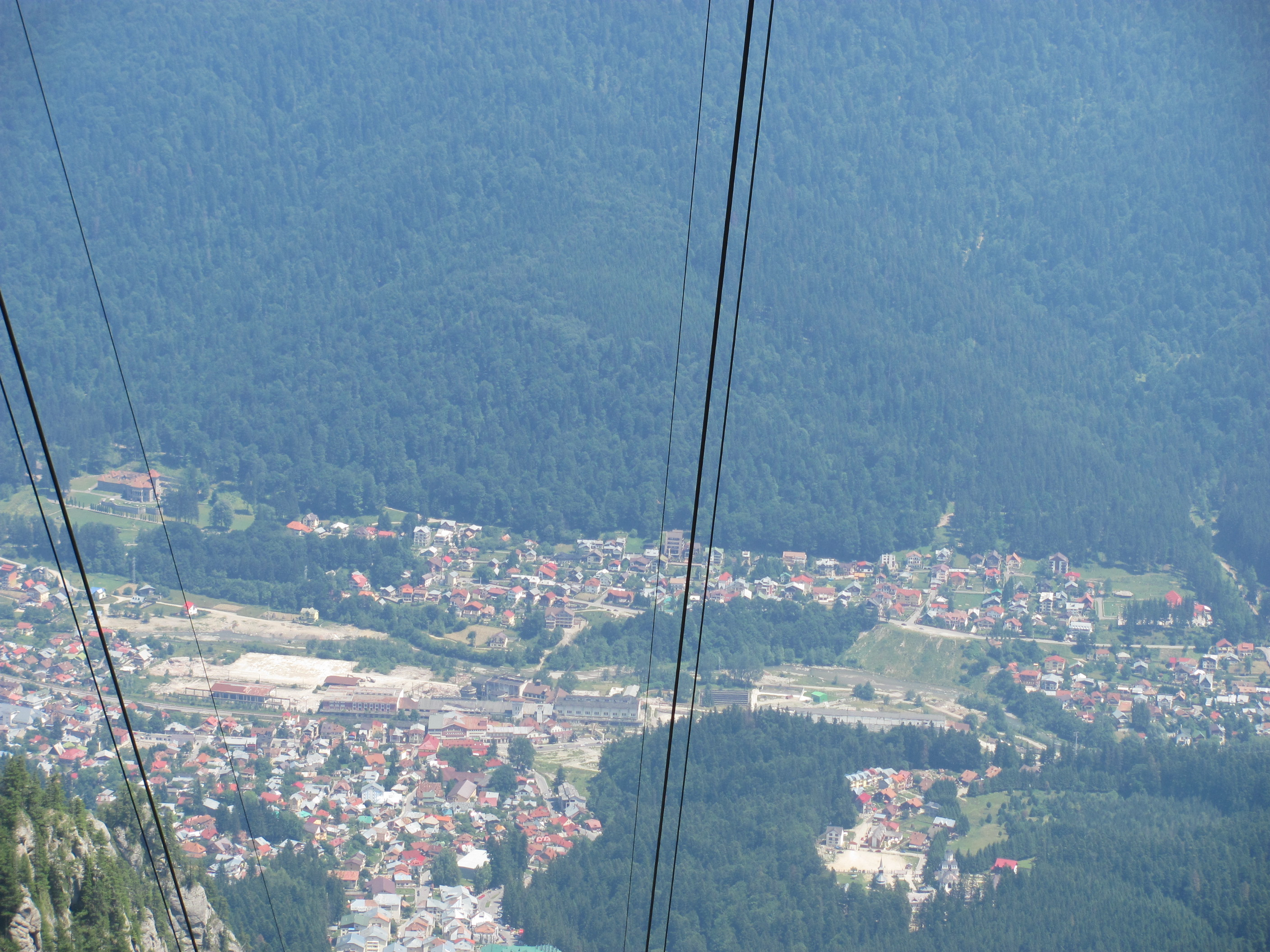
Panorama Busteni de la Stâlpul Periculos
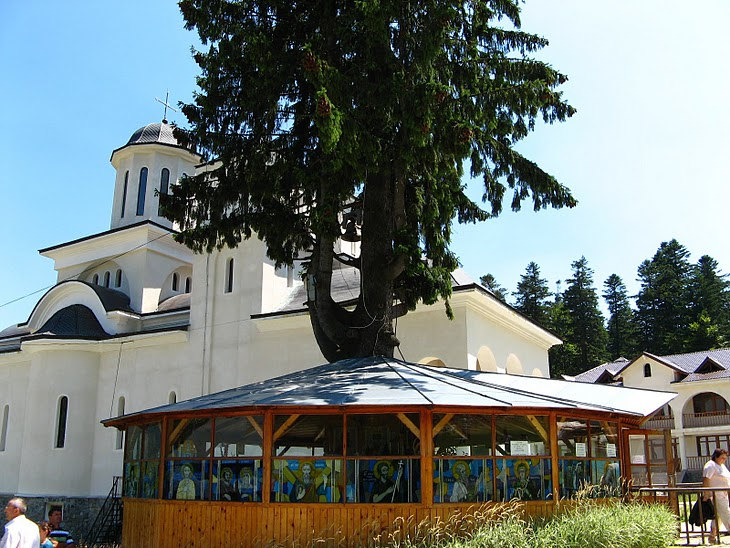